# Sistema de zones
El sistema de zones és una tècnica d'exposició i revelat fotogràfic creada per Ansel Adams i Fred Archer els anys 1939-40. El sistema proporciona als fotògrafs un mètode sistemàtic per definir amb precisió la relació entre la visualització del subjecte fotogràfic i el resultat final.

## Principi
Un control de contrast d'aquest tipus és possible gràcies a un concepte resumit tradicionalment en l'expressió següent: "Exposar per a les ombres i revelar per a les llums". El temps d'exposició té un efecte directe sobre les zones més fosques de la composició mentre que el temps de revelat ho té sobre les zones més clares. Exposant correctament la pel·lícula i incrementant o reduint els temps de revelat, els fotògrafs que usin el sistema de zones podran, dins d'uns límits, produir negatius que resultin còpies magnífiques independentment de com s'hagi contrastat el subjecte fotografiat.
Molts fotògrafs havien aconseguit comprendre el que s'ha exposat a través del procediment d'assaig i error molt abans que es formulés el sistema de zones. La novetat d'Ansel Adams i Fred Archer va ser el crear la forma que el fotògraf pogués traduir fàcilment el rang de tons que podia observar a una guia visual que pogués usar-se per mesurar els diferents rangs tonals del subjecte de forma pràctica i predictible. Aquest procés és conegut com a "Previsualització" i depèn de tres maneres interrelacionades de definir una cosa anomenada "Zona".

## Zones, el món visible i la còpia
Imagineu tots els valors tonals que es poden veure o que poden aparèixer en una còpia fotogràfica representats en una gradació contínua des del negre fins al blanc:
Des d'aquí, es formen les zones:

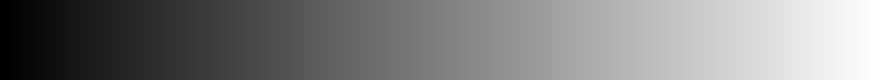
Gradació tonal completa.

Dividint l'espectre en onze seccions iguals:

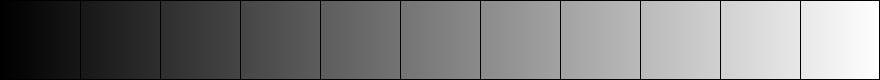
Gradació en onze passos

Prenent per a cada secció el to mitjà:
|  |  |  |  |  |  |  |  |  |  |  |

### Zones com a to i textura
Adams va distingir entre tres escales d'exposició diferents per al negatiu:
- La gamma completa des del negre al blanc, representada per la Zona 0 a la Zona X.
- El rang dinàmic, que comprèn la Zona I a la Zona IX, que Adams considerava que representava les densitats negatives "útils" més fosques i més lleugeres.
- El rang de textures, que comprèn la Zona II a través de la Zona VIII. Aquesta gamma de zones transmet un sentit de textura i el reconeixement de substància.

Cal assenyalar que els negatius poden registrar els detalls a través de la zona XII i fins i tot més elevats, però que portar aquesta informació dins de l'escala d'exposició de la impressió és extremadament difícil amb el processament normal.
Adams va descriure l'escala de la zona i la seva relació amb els elements d'escena típics:
| Zone | Description |
| ---- | --- |
| 0    | Negre pur |
| I    | Negre amb una lleu tonalitat però sense textura                                                                                 |
| II   | Negre amb textura: la part més fosca de la imatge en la que es registra un lleu detall                                          |
| III  | Gris fosc amb poca textura |
| IV   | Gris fosc amb textura: Fullatge fosc, pedra fosca o ombres de paisatge                                                          |
| V    | Gris mitjà: cel clar del nord; pell fosca, fusta mitjana resistida                                                              |
| VI   | Gris clar: pell caucàsica, ombres sobre la neu en paisatge pell caucàsica; ombres sobre la neu en paisatges il·luminats pel sol |
| VII  | Gris molt clar: Pell molt clara; ombres a la neu amb il·luminació lateral aguda                                                 |
| VIII | Tonalitat més lleugera amb textura: textura de neu                                                                              |
| IX   | Blanc sense textura; neu clara                                                                                                  |
| X    | Blanc pur: fonts de llum i reflexos                                                                                             |

### Mesurant zones
Les zones representen quantitats de llum que es dupliquen en cada pas cap a l'IX i es divideixen cap al 0. En aquest sentit, les zones equivalen als altres controls de la càmera. Una variació d'una Zona en un sentit o en un altre equival a un punt de diafragma (f/*stop) més (cap al 0) o menys (cap a l'IX), un pas en velocitat d'obturació (+ cap al 0 i – cap a l'IX) o a la variació del nombre ISO (+ cap al 0 i menys cap a l'IX). Per al propòsit del sistema de zones és tot el mateix i podrem combinar aquests conceptes tècnics de la càmera per “col·locar” el nostre subjecte a la zona desitjada com veurem a continuació.

### El sistema de zones en l'exposició
Una superfície fosca sota una il·luminació intensa pot reflectir la mateixa quantitat de llum que una superfície clara sota una llum feble. L'ull humà pot percebre la diferència entre les dues però un fotòmetre les mesurarà com a iguals. Per aquesta raó, els fotòmetres estan dissenyats per situar el valor tonal mesurat a la Zona V. Com s'ha comentar abans, cada zona és equivalent a un pas d'obertura de diafragma o de velocitat d'obturació així que, combinant aquests dos factors, el sistema de zones ofereix al fotògraf una manera molt fiable d'exposar correctament una fotografia:
1. Previsualitzar l'àrea de la composició que vol que sigui una zona fosca amb textura i detall (típicament, zona III) en la còpia. La correcta exposició de la zona III és important perquè si aquesta àrea queda per sota d'aquesta zona, el detall i la textura es perdrà amb la subexposició .
2. Després d'això, mesurar acuradament la zona previsualitzada com III i anotar l'exposició recomanada pel fotòmetre.
3. Recordar que l'exposició indicada pel fotòmetre se situa a la zona V en lloc de la zona III que busquem. Per corregir-ho, compensarem l'exposició en dos punts sobre la recomanació del fotòmetre

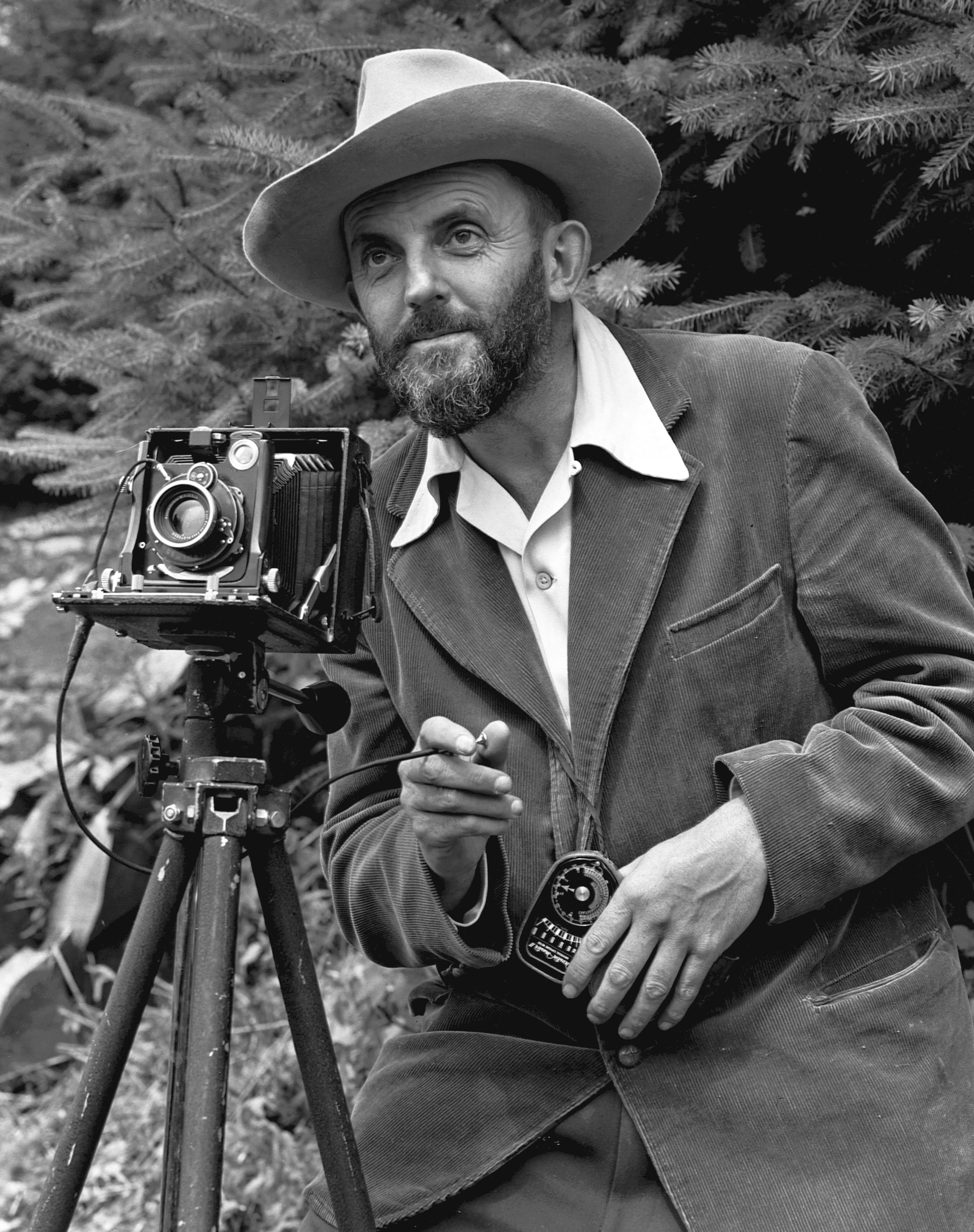
Ansel Adams, un dels creadors de la tècnica de sistema de zones

### El sistema de zones en el revelat
Cada combinació de pel·lícula i revelador té un temps de revelat “normal” recomanat que dona com a resultat un negatiu amb un contrast igual al del subjecte. En altres paraules, aquest temps de revelat donarà un negatiu pla en preses de baix contrast i, per tant, excessivament contrastat en fotografies d'alt contrast. És per aquest motiu que abans dèiem que la fotografia de gran format, en permetre el tractament individual de les preses, permet un major control. Un revelat correcte implica comprendre com augmentar o reduir el temps de revelat de la pel·lícula per permetre que una fotografia plana o massa contrastada doni una bona còpia en un paper fotogràfic actual.
El sistema de zones proporciona al fotògraf una manera de mesurar el contrast d'una fotografia en termes de l'escala de zones, el que ajuda a determinar si una pel·lícula necessita més o menys revelat que el “normal” (N+ o N-). N és l'establert típicament en concepte de temps, temperatura i dissolució. Segons les nostres necessitats, la correcció del revelat serà N ± n el que ens permetrà col·locar les llums en zones inferiors (per a –n) o zones superiors (per a +n).
És important assenyalar que en el procés de revelat de la pel·lícula són les zones de llums les que es veuen més significativament afectades per aquesta modificació del revelat típic, quedant les ombres pràcticament inalterades en la majoria dels casos. Per il·lustrar aquest punt, vegem el següent. Després d'haver seguit els tres punts establerts a l'apartat anterior (l'exposició), haurem col·locat la zona d'ombres desitjada en zona III. El següent pas és comprovar de nou a l'àrea de composició la zona de llums que es vol que sigui blanca i amb textura (típicament zona VII). Amb ajuda d'un fotòmetre puntual, sense oblidar la relació entre valors EV i zones (vist més amunt), estudiarem en quina zona cauen les nostres llums. Segons la lectura, que haurem de recordar, modificarem el temps de revelat:
Si les llums per les quals volem textura completa cauen en zona VII, no cal modificar el revelat: revelat N. Si cauen en zones superiors a VII, estaran sobreexposades i haurem d'aplicar un revelat N-n, sent ‘n' el nombre de zones que volem fer “baixar” les llums per obtenir la textura desitjada. Això pot ser necessari per exemple en una situació en la qual vulguem salvar un fort contrallum (alt contrast).
Si cauen en zones inferiors a VII, estaran subexposades, amb el que haurem d'aplicar un revelat N+n, sent ‘n' el nombre de zones que volem fer “pujar” les llums per obtenir la textura desitjada. Això pot donar-se en una situació en la qual vulguem corregir una escena de baix contrast.
El temps, temperatura i/o dissolució concrets per al N±n vindrà determinat a través d'assajos sistemàtics o usant les taules de revelat proporcionades per certs llibres sobre el sistema de zones.

## El laboratori
Ansel Adams utilitzava, generalment virador de seleni per tractar les seves còpies. Aquest virat dona una estabilitat enorme a les còpies, la qual cosa les protegeix del pas del temps. A més, una altra virtut del seleni, és que pot oferir-nos fins a una zona més de rang tonal en la còpia, produint ombres més intenses i més riques detalladament.